# The Demon Soul
The Demon Soul is een fantasyroman uit 2004, geschreven door de Amerikaanse auteur Richard A. Knaak. Het boek is gebaseerd op het fictieve universum van Warcraft, gecreëerd door Blizzard Entertainment, en vormt het tweede deel van de trilogie Warcraft: War of the Ancients.

## Verhaal
Na hun aankomst in het verleden worden Krasus, Rhonin en Brox geconfronteerd met een escalerende oorlog. De Burning Legion is begonnen aan een massale invasie van Azeroth, en de verdedigers van de wereld staan machteloos tegenover hun overmacht. Terwijl het verraad binnen de gelederen toeneemt, wordt gezocht naar een ultiem wapen: een artefact dat de macht van de draken kan bundelen — de Demon Soul.
De relatie tussen de drakenaspecten wordt op de proef gesteld wanneer Neltharion, de toekomstige Deathwing, een duister plan beraamt dat grote gevolgen zal hebben. Tegelijkertijd worstelt Illidan Stormrage met zijn groeiende dorst naar kracht, en zet hij stappen die hem op een onherroepelijk pad brengen. Terwijl broeder tegenover broeder komt te staan, moeten de helden uit de toekomst alles op alles zetten om de geschiedenis niet volledig te laten ontsporen.

## Personages
Krasus – Nog steeds gevangen in het verleden, probeert Krasus de opkomst van de Demon Soul te voorkomen. Zijn band met de andere drakenaspecten komt zwaar onder druk te staan.
Broxigar – Zijn rol in de oorlog groeit, en hij wordt geconfronteerd met een beslissing die zijn lot voor altijd zal bezegelen.
Rhonin – Rhonin's beheersing van zijn magie neemt toe, maar hij moet leren zijn impulsieve aard te beheersen om het tij te keren.
Illidan Stormrage – Illidan begint te flirten met demonische magie, in zijn zoektocht naar macht. Zijn keuzes zullen hem verder afdrijven van zijn broer en van Tyrande.
Malfurion Stormrage – Versterkt zijn rol als druïde en leider, maar staat machteloos tegenover Illidan’s duistere neigingen.
Tyrande Whisperwind – Blijft haar volk en Elune dienen, maar wordt verscheurd tussen haar gevoelens voor de twee broers.
Neltharion – De Drakenaspect van Aarde begint zijn ondergang. Zijn plan om de Demon Soul te creëren zal de wereld voorgoed veranderen.
Sargeras – Trekt nog steeds aan de touwtjes achter de schermen via zijn handlangers, en zaaien verder onheil en corruptie.